# Leptocerus cirritus
Leptocerus cirritus là một loài Trichoptera trong họ Leptoceridae. Chúng phân bố ở miền Ấn Độ - Mã Lai.